# Psiloceratoidea

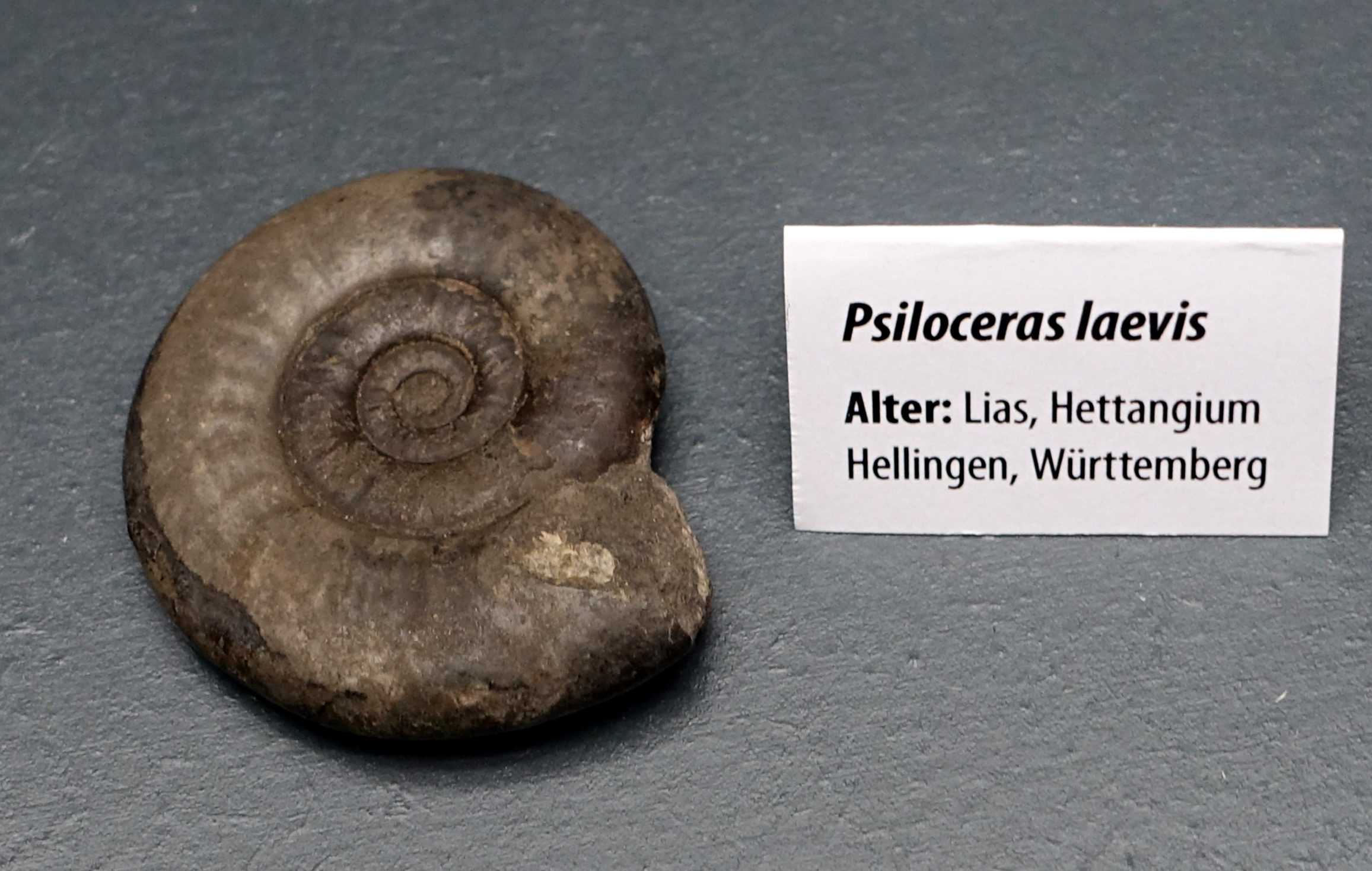
Psiloceras laevis, miembro de la familia Psiloceratidae

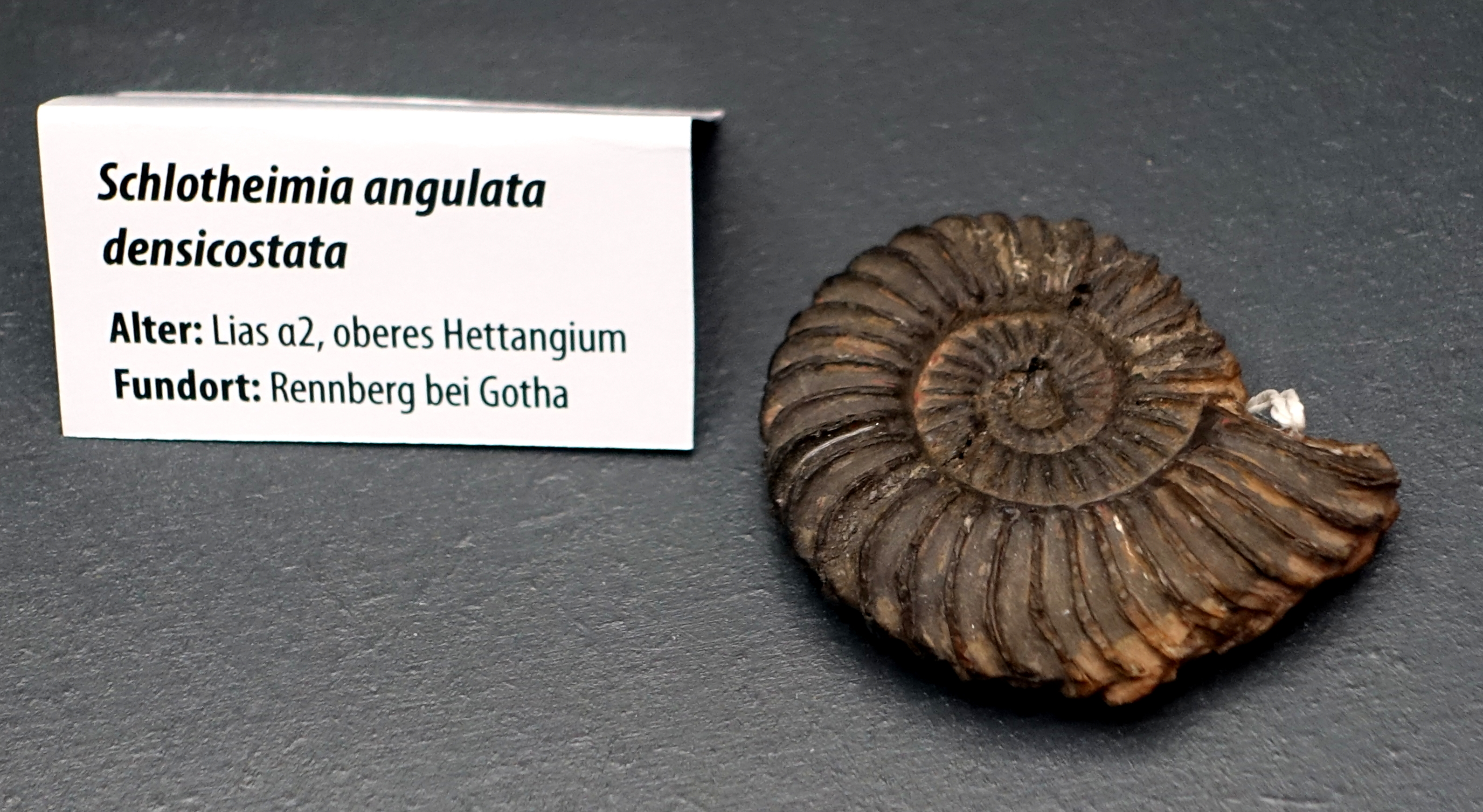
Schlotheimia angulata, miembro de la familia Schlotheimiidae

Psiloceratoidea es una superfamilia de cefalópodos ammonoides del Jurásico Temprano propuesto por Hyatt en 1867, asignados al orden Ammonitida. Tuvieron mucho éxito durante el Hettangiense y el Sinemuriense. El último de ellos, la familia Cymbitidae y los géneros Hypoxynoticeras y Radstockiceras sobrevivieron hasta el Pliensbachiense temprano.
Psiloceratoidea probablemente se deriva de la familia Ussuritidae, que eran miembros de Phylloceratoidea del Triásico. Al igual que sus antepasados, los Psiloceratidae se mantuvieron lisos y redondeados durante toda su vida. Los Schlotheimiidae eran diferentes, ya que tenían chevrones ventrales. El resto de las familias tenían ventosa angular o quilla durante al menos parte de su ontogenia. La mayoría de los miembros de esta superfamilia solo tenían costillas simples, pero unos pocos de ellos han desarrollado también costillas secundarias. Si bien algunos miembros son involutas y algunos Oxynoticeratidae eran oxiconas, la mayoría de las especies fueron evolutas.

## Familias
- Psiloceratidae: caparazones evolutivos con costillas simples o faltantes. Un venter, no hay adornos con una excepción, ya que el género Badouxia tenía un cheurón ventral débil. La concha es planulada o serpenticónica. Las suturas eran a menudo asimétricas y, en algunos géneros, las sillas de montar eran filoides. Vivieron en Hettangiense y Sinemuriense temprano.
- Schlotheimiidae: conchas planuladas que iban desde evolutas hasta involutas y no tenían quilla. Las costillas eran simples y en el venter, han estado formando chevrones. Los chevrones podrían haber sido interrumpidos, continuos o, a veces, las costillas bifurcadas si no hubieran tenido chevrones, o solo se formaron débilmente. La mayoría de los géneros podían crecer más de 30 cm de diámetro y, en este caso, tenían espirales exteriores en su mayoría suaves. La sutura tenía 5 lóbulos. Esta familia vivía en Hetangiense y Sinemuriense.
- Arietitidae: caparazones evolutivos que podrían haber sido tanto serpenticonos como planulados. Las costillas eran simples y la quilla estaba presente al menos en los últimos verticilos. La sección mundial podría haber sido comprimida, subcuadrada o incluso deprimida. Si bien la frecuencia de las costillas generalmente aumentaba durante la ontogenia, en los últimos verticilos de las especies grandes, las caídas de frecuencia de las costillas y la ornamentación pueden degenerar. Han vivido en Hetangiense y Sinemuriense.
- Echioceratidae - Conchas de serpenticonas con quilla, que pueden estar rodeadas por surcos en el caso de especies comprimidas densamente estriadas. La sección del verticilo es circular o con lados planos. Las costillas son simples y fuertes con la excepción de las Leptechioceras que tenían una sección de verticilo fuertemente comprimida en las verticilos exteriores y estas también eran lisas. La etapa ontogénica inicial es suave, pero muy corta. Los tubérculos estaban presentes en pocas especies. Los miembros de esta familia vivían en el Sinemuriense.
- Oxynoticeratidae - Especie oxicona o planulada, que ha sido involuta o moderadamente evolucionada. Las costillas eran falcoides o proyectadas y, a veces, incluso existían costillas secundarias. Las nervaduras han ido desapareciendo en especímenes más viejos. La quilla estaba presente en su mayor parte, pero no había surcos ventrales. Esta familia ha existido durante el Sinemuriense superior y el Pliensbachiense inferior.
- Cymbitidae - Familia probablemente monogenérica con verticilos internos esferocónicos involutos que más tarde durante la ontogenia se convierten en evolutas y el último verticilo es muy excéntrico. Eran pequeños y en su mayoría de menos de 2 cm de diámetro. Venter es liso, rápido o redondeado. Hubo constricción en la apertura. La ornamentación era débil, ya que la cáscara era lisa o plicada y sólo en raras ocasiones había tubérculos laterales. Cymbitidae vivió en el Sinemuriense y Pliensbachiense.